# Klaus Peter Sauer
Klaus Peter Sauer (* 2. Februar 1941 in Frankfurt am Main; † 12. November 2022) war ein deutscher Evolutionsbiologe und Ökologe.

## Leben
Nach dem Abitur am Liebig-Realgymnasium in Gießen studierte Klaus Peter Sauer von 1962 bis 1966 Biologie, Genetik, Chemie und Mathematik an der Justus-Liebig-Universität Gießen und wurde dort 1969 bei Wulf Emmo Ankel mit einer Arbeit zum Thema „Zur Monotopbindung einheimischer Arten der Gattung Panorpa (Mecoptera) nach Untersuchungen im Freiland und im Laboratorium“ zum Dr. rer. nat. promoviert.
Von 1969 bis 1971 war er Wissenschaftlicher Assistent an der Universität Gießen und anschließend von 1971 bis 1979 Wissenschaftlicher Assistent bei Günther Osche an der Albert-Ludwigs-Universität Freiburg. 1977 habilitierte er sich in Freiburg im Fach Zoologie und erhielt 1979 einen Ruf auf den neu eingerichteten Lehrstuhl für Evolutionsforschung an der Universität Bielefeld.
1992 nahm er einen Ruf an die Rheinische Friedrich-Wilhelms-Universität Bonn als Leiter des Instituts für Evolutionsbiologie und Ökologie an. Sauer war von 1993 bis 1999 Koordinator des DFG Schwerpunktprogramm „Genetische Analyse von Sozialsystemen“ und von 2002 bis 2004 Sprecher des Graduiertenkollegs der DFG „Evolution und Biodiversität in Raum und Zeit“. 2008 wurde Sauer emeritiert.
Klaus Peter Sauer starb am 12. November 2022 im Alter von 81 Jahren.

## Mitgliedschaften und Ehrungen
- Vertrauensdozent der Studienstiftung des Deutschen Volkes (1977–1979 und 1990–1992)
- Mitglied des Wissenschaftlichen Beirats der Deutschen Zoologischen Gesellschaft (1990–1994)
- Stellvertretender Vorsitzender der Deutschen Zoologischen Gesellschaft (1991–1993)
- Präsident der Deutschen Zoologischen Gesellschaft (1994–1996)
- Mitglied der Deutschen Akademie der Naturforscher Leopoldina (seit 1999)